# Эллис (округ, Канзас)
Э́ллис (англ. Ellis County; стандартное обозначение EL) — округ в штате Канзас, США. Официально образован в 1867 году. По состоянию на 2010 год, численность населения составляла 28 452 человека.

## География
По данным Бюро переписи США, общая площадь округа — 2331,002 км2, из которых 2328,412 км2 — суша, 1,295 км2 (0,050 %) — водоёмы.

## Население
По данным переписи населения 2000 года в округе проживает 27 507 жителей в составе 11 193 домашних хозяйств и 6 771 семей. Плотность населения составляет 12,00 человек на км2. На территории округа насчитывается 12 078 жилых строений, при плотности застройки около 5,00-ти строений на км2. Расовый состав населения: белые — 96,10 %, афроамериканцы — 0,67 %, коренные американцы (индейцы) — 0,21 %, азиаты — 0,82 %, гавайцы — 0,02 %, представители других рас — 1,31 %, представители двух или более рас — 0,89 %. Испаноязычные составляли 2,37 % населения независимо от расы.
В составе 28,80 % из общего числа домашних хозяйств проживают дети в возрасте до 18 лет, 50,00 % домашних хозяйств представляют собой супружеские пары проживающие вместе, 7,80 % домашних хозяйств представляют собой одиноких женщин без супруга, 39,50 % домашних хозяйств не имеют отношения к семьям, 30,10 % домашних хозяйств состоят из одного человека, 10,80 % домашних хозяйств состоят из престарелых (65 лет и старше), проживающих в одиночестве. Средний размер домашнего хозяйства составляет 2,35 человека, и средний размер семьи 2,96 человека.
Возрастной состав округа: 22,40 % моложе 18 лет, 18,40 % от 18 до 24, 25,20 % от 25 до 44, 19,60 % от 45 до 64 и 19,60 % от 65 и старше. Средний возраст жителя округа 33 лет. На каждые 100 женщин приходится 95,80 мужчин. На каждые 100 женщин старше 18 лет приходится 92,60 мужчин.
Средний доход на домохозяйство в округе составлял 32 339 USD, на семью — 44 498 USD. Среднестатистический заработок мужчины был 29 885 USD против 21 269 USD для женщины. Доход на душу населения составлял 18 259 USD. Около 6,50 % семей и 12,90 % общего населения находились ниже черты бедности, в том числе — 9,20 % молодежи (тех, кому ещё не исполнилось 18 лет) и 10,00 % тех, кому было уже больше 65 лет.